# 東都大学準硬式野球連盟
東都大学準硬式野球連盟（とうとだいがくじゅんこうしきやきゅうれんめい、英語表記はTOHTO UNIVERSITY JUNKO BASEBALL LEAGUE）とは、関東を所在地とした35校の大学の準硬式野球部で構成された6部制の大学野球リーグである。
2015年の時点で加盟校数35校、選手登録数1300名を数える日本一の規模であり、全日本大学準硬式野球選手権大会で19回、全日本大学選抜準硬式野球大会で19回の優勝を誇る強豪校の揃うリーグでもある。
法政大学IIは第二体育会のため一部リーグに昇格する権利がない

## 沿革
1948年秋、中央大学、専修大学、東京農業大学、立正大学、國學院大學によってリーグ戦が行われ、同5大学の協力で連盟が発足。
1949年春、中実の軟式B号球（現在の軟式H号、通称準硬式球）の使用を開始。
2000年、東都大学軟式野球連盟から現在の東都大学準硬式野球連盟へと名称変更。

## 試合会場
1部リーグは基本的に八王子市民球場と上柚木公園野球場を使用して行われる。
2部リーグは新座市総合運動公園野球場や朝霞中央公園野球場、八王子市民球場、府中市民球場、小野路球場など首都圏の公営球場を使用する。
3部リーグは青葉の森野球場や春日部市牛島野球場、東松山野球場などの公営球場に加え、所属大学のグラウンドも使用する。
4部リーグ以下は基本的に所属大学のグラウンドで開催する。

## 運営方法

### 構成
加盟校数の関係から前シーズンの成績を基にした各部6校構成を基本に1部から6部まで分けたブロック運営を行っている。連盟規約では1部〜5部を6校、6部を2〜6校とする旨が記載されているが、加盟校が31・32校となった際に6部を設置せず5部を7・8校としたこともある。
なお、2部リーグ以下の試合記録は表彰選手も含めてあくまで参考記録扱いであり、リーグ記録としては扱われない。

### 対戦方法
各部共に春季と秋季にそれぞれリーグ戦を実施。1,2部は2戦先勝方式の総当たりによる勝ち点制、3部は2戦総当たり、4部以下は1戦総当たりを基本とする。
なお、2部以下の対戦方法については当該校同士の話し合いにより変更することが可能とされている。
比較的頻繁に行われている変更例としては、4部リーグ戦が春季のみ2戦総当たりとするのが慣例化していること、6部リーグ戦参加校が少数だった場合に2戦総当たりにする場合があることが挙げられる。そのほか、加盟校が32校となった平成26年春季は6部を設置せずに5部を8校と規約よりも多いチーム数としたため、4校ずつのグループで1戦総当たりの予選リーグを開催し、両グループの上位2校で1戦総当たりの決勝リーグを行うという特殊な形態を取った（同年秋季より3校が新たに加盟し、6部が復活したため、この形態は1シーズン限りとなった）。
また各シーズン終了後に各部の間で入れ替え戦を実施する。
2戦先勝方式
同一の対戦校に対して先に2勝したチームがその相手校との対戦に勝利したとして対戦を終了する。（1勝1敗の場合は第3戦を行い決着を付ける。）
コールドゲーム
- 7回以降10点差以上でコールドゲームが成立する。
- 天候不良他自然災害などを理由として試合が出来なくなった場合は7回を終えたところでコールドを認める。

### 順位決定方法
リーグ戦の順位は勝ち点（1,2部のみ）、勝率の順に決定する。勝率に引き分けは算入しない。
勝ち点も勝率も同じ場合は、優劣の決定が必要な場合に限り決定戦（プレイオフ：下記参照）を行なう。
それ以外の場合は得失点差によって決定する。
決定戦での記録・成績はリーグ戦のチーム・個人の成績には含まれない。

#### プレイオフ
優勝決定は同点同率の場合、下記のように優勝を決定する。 
二校　先に一勝
三校　一試合総当たり(同率の場合は、二試合の得失点差で決定する)
四校　抽選によるトーナメント
2位以下5位までについては、上部大会への出場権に関わる場合のみ、一試合のプレイオフを行い、順位を決定する。
最下位決定はプレイオフ一試合を行う。三校以上の場合は、抽選によるトーナメント方式とする。

### 入れ替え戦
各部のリーグ戦の終了後に上位リーグの最下位校と下位リーグの優勝校との間で対戦を組み、勝者チームを次シーズンの上位リーグの所属とする。（敗者チームは次シーズンは下位リーグ所属となる。）
対戦方法は2戦先勝方式を基本とするが、当該校同士の話し合いにより1試合制としてもよい。また、入れ替え戦の試合記録・成績は決定戦と同様に個人やチームのリーグ公式戦記録・成績には含まれない。
1,2部入れ替え戦は1部リーグ戦同様、八王子市民球場か上柚木公園野球場を使用することが多いが、それ以外の各部については特に定まった使用球場はなく、首都圏の公営球場や各大学のグラウンドを使用して行われる。

### その他

#### 開会式・閉会式
開会式は1部リーグ戦の開幕日の第一試合前に、閉会式はリーグ戦日程とは別に全加盟校の参加で執り行われる。会場は1部リーグ戦同様、主に八王子市民球場や上柚木公園野球場である。閉会式は各部の表彰式も兼ねる。

#### 選手の表彰
各部（1部〜6部）の優勝校、最優秀選手、最優秀投手、首位打者と、1部のベストナインがそれぞれ選ばれる。また、ノーヒットノーランやサイクル安打など、目立った記録を残した選手には特別表彰が行われることもある。

#### 審判員
アマチュア野球の精神と、自主運営の観点から、学生による審判員が推奨されている。ただし、1部リーグ戦を中心に主審のみ学生ではない公式審判員を採用する場合もある。
一日二試合の場合、第一試合の両校は第二試合の審判、第二試合の両校は第一試合の審判を行う。
一日三試合の場合、第一試合の両校は第二試合の審判、第二試合の両校は第三試合の審判、第三試合の両校は第一試合の審判を行う。

#### 公式記録員
各リーグ所属校の当該試合出場校以外の登録された部員が務める。

#### 場内アナウンス
各リーグ所属校の当該試合出場校以外の登録された部員が務める。

#### 入場料
全ての試合で入場料は無料となっている。

#### 選抜チーム
国内外での準硬式野球発展のための活動に積極的であり、毎年アメリカ領グアムやインドネシアでの国際交流試合や北信越地区や北海道地区などとの親善大会に選抜チームを派遣している。国際交流試合では１・２部から（過去にはグアムに１部の東都A、２部以下の東都Bという2チームを派遣していた時期もある）、国内の親善試合では３部以下から選抜されることが多い。

## 歴代成績

### 1部リーグ戦歴代順位
| シーズン | シーズン | １位   | ２位   | ３位   | ４位   | ５位   | ６位   |
| -------- | -------- | ------ | ------ | ------ | ------ | ------ | ------ |
| 昭和23年 | 秋       | 中大   | 東農大 | 立正大 | 専大   | 國學大 |        |
| 昭和24年 | 春       | 中大   | 立正大 | 東農大 | 専大   | 國學大 |        |
| 昭和24年 | 秋       | 中大   | 専大   | 東農大 | 立正大 | 國學大 |        |
| 昭和25年 | 春       | 中大   | 東農大 | 専大   | 立正大 | 國學大 |        |
| 昭和25年 | 秋       | 専大   | 中大   | 東農大 | 日大   | 立正大 | 國學大 |
| 昭和26年 | 春       | 中大   | 専大   | 日大   | 東農大 | 一橋大 |        |
| 昭和26年 | 秋       | 中大   | 日大   | 専大   | 東農大 | 一橋大 |        |
| 昭和27年 | 春       | 中大   | 日大   | 専大   | 東農大 | 学習大 | 一橋大 |
| 昭和27年 | 秋       | 中大   | 日大   | 専大   | 学習大 | 東農大 | 一橋大 |
| 昭和28年 | 春       | 中大   | 日大   | 学習大 | 専大   | 東農大 | 一橋大 |
| 昭和28年 | 秋       | 中大   | 日大   | 学習大 | 専大   | 一橋大 | 東農大 |
| 昭和29年 | 春       | 中大   | 学習大 | 専大   | 日大   | 一橋大 | 東農大 |
| 昭和29年 | 秋       | 中大   | 専大   | 学習大 | 日大   | 一橋大 | 東農大 |
| 昭和30年 | 春       | 専大   | 中大   | 学習大 | 日大   | 東薬大 | 一橋大 |
| 昭和30年 | 秋       | 中大   | 専大   | 日大   | 学習大 | 一橋大 | 東薬大 |
| 昭和31年 | 春       | 日大   | 中大   | 専大   | 学習大 | 一橋大 | 東薬大 |
| 昭和31年 | 秋       | 中大   | 一橋大 | 専大   | 國學大 | 日大   | 学習大 |
| 昭和32年 | 春       | 中大   | 國學大 | 日大   | 専大   | 学習大 | 一橋大 |
| 昭和32年 | 秋       | 國學大 | 中大   | 日大   | 成城大 | 学習大 | 専大   |
| 昭和33年 | 春       | 学習大 | 中大   | 國學大 | 日大   | 成城大 | 専大   |
| 昭和33年 | 秋       | 國學大 | 中大   | 日大   | 専大   | 学習大 | 成城大 |
| 昭和34年 | 春       | 中大   | 國學大 | 成城大 | 日大   | 学習大 | 専大   |
| 昭和34年 | 秋       | 日大   | 成城大 | 國學大 | 中大   | 学習大 | 専大   |
| 昭和35年 | 春       | 中大   | 日大   | 学習大 | 國學大 | 成城大 | 専大   |
| 昭和35年 | 秋       | 日大   | 成城大 | 中大   | 國學大 | 学習大 | 専大   |
| 昭和36年 | 春       | 國學大 | 成城大 | 日大   | 中大   | 学習大 | 専大   |
| 昭和36年 | 秋       | 日大   | 中大   | 國學大 | 成城大 | 青学大 | 学習大 |
| 昭和37年 | 春       | 中大   | 日大   | 成城大 | 國學大 | 青学大 | 学習大 |
| 昭和37年 | 秋       | 成城大 | 東農大 | 青学大 | 中大   | 日大   | 國學大 |
| 昭和38年 | 春       | 日大   | 東農大 | 中大   | 専大   | 青学大 | 成城大 |
| 昭和38年 | 秋       | 中大   | 専大   | 成城大 | 日大   | 東農大 | 青学大 |
| 昭和39年 | 春       | 東農大 | 中大   | 専大   | 成城大 | 日大   | 青学大 |
| 昭和39年 | 秋       | 中大   | 東農大 | 日大   | 専大   | 青学大 | 成城大 |
| 昭和40年 | 春       | 日大   | 専大   | 中大   | 青学大 | 東農大 | 学習大 |
| 昭和40年 | 秋       | 中大   | 東農大 | 専大   | 青学大 | 亜大   |        |
| 昭和41年 | 春       | 中大   | 青学大 | 専大   | 國學大 | 亜大   | 東農大 |
| 昭和41年 | 秋       | 中大   | 青学大 | 専大   | 日大   | 國學大 | 亜大   |
| 昭和42年 | 春       | 青学大 | 専大   | 日大   | 中大   | 駒大   | 國學大 |
| 昭和42年 | 秋       | 青学大 | 日大   | 中大   | 駒大   | 専大   | 國學大 |
| 昭和43年 | 春       | 日大   | 専大   | 青学大 | 國學大 | 中大   | 駒大   |
| 昭和43年 | 秋       | 専大   | 國學大 | 日大   | 青学大 | 駒大   | 中大   |
| 昭和44年 | 春       | 中大   | 青学大 | 専大   | 日大   | 國學大 | 駒大   |
| 昭和44年 | 秋       | 青学大 | 日大   | 中大   | 専大   | 亜大   | 國學大 |
| 昭和45年 | 春       | 中大   | 日大   | 青学大 | 専大   | 亜大   | 國學大 |
| 昭和45年 | 秋       | 日大   | 中大   | 専大   | 青学大 | 國學大 | 亜大   |
| 昭和46年 | 春       | 中大   | 青学大 | 亜大   | 専大   | 日大   | 國學大 |
| 昭和46年 | 秋       | 中大   | 専大   | 青学大 | 日大   | 亜大   | 東海大 |
| 昭和47年 | 春       | 専大   | 東海大 | 青学大 | 中大   | 日大   | 亜大   |
| 昭和47年 | 秋       | 東海大 | 専大   | 中大   | 日大   | 青学大 | 亜大   |
| 昭和48年 | 春       | 日大   | 青学大 | 専大   | 中大   | 東海大 | 亜大   |
| 昭和48年 | 秋       | 専大   | 東海大 | 中大   | 日大   | 亜大   | 青学大 |
| 昭和49年 | 春       | 日大   | 東海大 | 専大   | 中大   | 青学大 | 亜大   |
| 昭和49年 | 秋       | 日大   | 専大   | 東海大 | 中大   | 亜大   | 青学大 |
| 昭和50年 | 春       | 日大   | 青学大 | 専大   | 東海大 | 中大   | 亜大   |
| 昭和50年 | 秋       | 青学大 | 日大   | 東海大 | 専大   | 中大   | 亜大   |
| 昭和51年 | 春       | 青学大 | 日大   | 中大   | 専大   | 東海大 | 国士大 |
| 昭和51年 | 秋       | 日大   | 専大   | 中大   | 青学大 | 東海大 | 国士大 |
| 昭和52年 | 春       | 中大   | 日大   | 専大   | 青学大 | 国士大 | 東海大 |
| 昭和52年 | 秋       | 国士大 | 中大   | 青学大 | 東海大 | 日大   | 専大   |
| 昭和53年 | 春       | 中大   | 青学大 | 専大   | 日大   | 東海大 |        |
| 昭和53年 | 秋       | 専大   | 青学大 | 中大   | 日大   | 東海大 | 亜大   |
| 昭和54年 | 春       | 専大   | 中大   | 青学大 | 日大   | 東海大 | 駒大   |
| 昭和54年 | 秋       | 専大   | 青学大 | 日大   | 中大   | 東海大 | 亜大   |
| 昭和55年 | 春       | 専大   | 中大   | 東海大 | 日大   | 青学大 | 亜大   |
| 昭和55年 | 秋       | 専大   | 中大   | 日大   | 青学大 | 亜大   | 東海大 |
| 昭和56年 | 春       | 日大   | 中大   | 亜大   | 青学大 | 専大   | 東海大 |
| 昭和56年 | 秋       | 日大   | 中大   | 専大   | 東海大 | 亜大   | 青学大 |
| 昭和57年 | 春       | 中大   | 東海大 | 日大   | 専大   | 青学大 | 亜大   |
| 昭和57年 | 秋       | 中大   | 日大   | 専大   | 青学大 | 東海大 | 亜大   |
| 昭和58年 | 春       | 専大   | 中大   | 青学大 | 東洋大 | 日大   | 東海大 |
| 昭和58年 | 秋       | 日大   | 東洋大 | 専大   | 中大   | 東海大 | 青学大 |
| 昭和59年 | 春       | 中大   | 専大   | 日大   | 東洋大 | 東海大 | 青学大 |
| 昭和59年 | 秋       | 中大   | 専大   | 東海大 | 日大   | 青学大 | 東洋大 |
| 昭和60年 | 春       | 日大   | 中大   | 東海大 | 専大   | 青学大 | 亜大   |
| 昭和60年 | 秋       | 専大   | 中大   | 東海大 | 青学大 | 亜大   | 日大   |
| 昭和61年 | 春       | 東海大 | 専大   | 中大   | 日大   | 亜大   | 青学大 |
| 昭和61年 | 秋       | 専大   | 東海大 | 亜大   | 日大   | 中大   | 青学大 |
| 昭和62年 | 春       | 専大   | 日大   | 東洋大 | 東海大 | 亜大   | 中大   |
| 昭和62年 | 秋       | 日大   | 中大   | 専大   | 東海大 | 東洋大 | 亜大   |
| 昭和63年 | 春       | 東海大 | 中大   | 専大   | 日大   | 亜大   | 東洋大 |
| 昭和63年 | 秋       | 東海大 | 中大   | 専大   | 日大   | 帝京大 | 亜大   |
| 平成元年 | 春       | 東海大 | 中大   | 亜大   | 専大   | 日大   | 帝京大 |
| 平成元年 | 秋       | 東海大 | 中大   | 専大   | 日大   | 亜大   | 帝京大 |
| 平成2年  | 春       | 中大   | 東海大 | 専大   | 日大   | 亜大   | 青学大 |
| 平成2年  | 秋       | 中大   | 東海大 | 専大   | 日大   | 亜大   | 国士大 |
| 平成3年  | 春       | 中大   | 日大   | 専大   | 東海大 | 東洋大 | 亜大   |
| 平成3年  | 秋       | 中大   | 日大   | 東洋大 | 帝京大 | 東海大 | 専大   |
| 平成4年  | 春       | 東洋大 | 中大   | 東海大 | 帝京大 | 日大   | 國學大 |
| 平成4年  | 秋       | 中大   | 東洋大 | 東海大 | 専大   | 日大   | 帝京大 |
| 平成5年  | 春       | 中大   | 日大   | 東洋大 | 東海大 | 専大   | 亜大   |
| 平成5年  | 秋       | 日大   | 東海大 | 中大   | 東洋大 | 亜大   | 専大   |
| 平成6年  | 春       | 中大   | 日大   | 東海大 | 東洋大 | 専大   | 亜大   |
| 平成6年  | 秋       | 中大   | 専大   | 東海大 | 日大   | 青学大 | 東洋大 |
| 平成7年  | 春       | 日大   | 中大   | 東海大 | 亜大   | 専大   | 青学大 |
| 平成7年  | 秋       | 日大   | 中大   | 専大   | 亜大   | 東海大 | 青学大 |
| 平成8年  | 春       | 日大   | 中大   | 専大   | 東海大 | 亜大   | 立正大 |
| 平成8年  | 秋       | 日大   | 中大   | 専大   | 東海大 | 亜大   | 東農大 |
| 平成9年  | 春       | 日大   | 中大   | 専大   | 東海大 | 筑波大 | 亜大   |
| 平成9年  | 秋       | 日大   | 中大   | 専大   | 国士大 | 東海大 | 筑波大 |
| 平成10年 | 春       | 日大   | 中大   | 専大   | 東海大 | 国士大 | 青学大 |
| 平成10年 | 秋       | 中大   | 専大   | 日大   | 東海大 | 国士大 | 國學大 |
| 平成11年 | 春       | 中大   | 日大   | 東海大 | 専大   | 国士大 | 國學大 |
| 平成11年 | 秋       | 中大   | 日大   | 東海大 | 専大   | 青学大 | 国士大 |
| 平成12年 | 春       | 亜大   | 中大   | 東海大 | 日大   | 専大   | 青学大 |
| 平成12年 | 秋       | 専大   | 中大   | 日大   | 東海大 | 亜大   | 国士大 |
| 平成13年 | 春       | 専大   | 中大   | 日大   | 国士大 | 東海大 | 亜大   |
| 平成13年 | 秋       | 中大   | 専大   | 日大   | 国士大 | 東海大 | 亜大   |
| 平成14年 | 春       | 専大   | 日大   | 中大   | 東海大 | 国士大 | 亜大   |
| 平成14年 | 秋       | 中大   | 東海大 | 日大   | 国士大 | 専大   | 亜大   |
| 平成15年 | 春       | 日大   | 中大   | 国士大 | 専大   | 東海大 | 亜大   |
| 平成15年 | 秋       | 東海大 | 日大   | 中大   | 専大   | 国士大 | 國學大 |
| 平成16年 | 春       | 東海大 | 日大   | 中大   | 専大   | 国士大 | 筑波大 |
| 平成16年 | 秋       | 日大   | 東海大 | 国士大 | 中大   | 専大   | 東洋大 |
| 平成17年 | 春       | 日大   | 東海大 | 専大   | 中大   | 国士大 | 駒大   |
| 平成17年 | 秋       | 専大   | 日大   | 中大   | 東海大 | 駒大   | 国士大 |
| 平成18年 | 春       | 日大   | 中大   | 専大   | 国士大 | 東海大 | 駒大   |
| 平成18年 | 秋       | 中大   | 日大   | 専大   | 青学大 | 国士大 | 東海大 |
| 平成19年 | 春       | 日大   | 東海大 | 専大   | 中大   | 国士大 | 青学大 |
| 平成19年 | 秋       | 日大   | 中大   | 専大   | 国士大 | 東海大 | 駒大   |
| 平成20年 | 春       | 専大   | 中大   | 日大   | 東海大 | 国士大 | 駒大   |
| 平成20年 | 秋       | 中大   | 日大   | 駒大   | 専大   | 国士大 | 東海大 |
| 平成21年 | 春       | 中大   | 日大   | 専大   | 東海大 | 国士大 | 駒大   |
| 平成21年 | 秋       | 専大   | 中大   | 東海大 | 日大   | 国士大 | 東洋大 |
| 平成22年 | 春       | 中大   | 日大   | 国士大 | 亜大   | 専大   | 東海大 |
| 平成22年 | 秋       | 中大   | 専大   | 国士大 | 東海大 | 日大   | 亜大   |
| 平成23年 | 春       | 中大   | 日大   | 専大   | 国士大 | 東海大 | 亜大   |
| 平成23年 | 秋       | 中大   | 国士大 | 日大   | 専大   | 東海大 | 亜大   |
| 平成24年 | 春       | 中大   | 日大   | 国士大 | 東海大 | 専大   | 國學大 |
| 平成24年 | 秋       | 中大   | 専大   | 日大   | 国士大 | 國學大 |        |
| 平成25年 | 春       | 中大   | 国士大 | 日大   | 専大   | 國學大 | 駒大   |
| 平成25年 | 秋       | 中大   | 日大   | 東海大 | 國學大 | 国士大 | 専大   |
| 平成26年 | 春       | 中大   | 国士大 | 日大   | 東海大 | 専大   | 國學大 |
| 平成26年 | 秋       | 日大   | 中大   | 専大   | 国士大 | 東海大 | 國學大 |
| 平成27年 | 春       | 中大   | 日大   | 国士大 | 東海大 | 専大   | 國學大 |
| 平成27年 | 秋       | 中大   | 日大   | 専大   | 国士大 | 帝京大 | 東海大 |
| 平成28年 | 春       | 国士大 | 日大   | 中大   | 専大   | 東海大 | 帝京大 |
| 平成28年 | 秋       | 中大   | 国士大 | 日大   | 東海大 | 東洋大 | 専大   |
| 平成29年 | 春       | 日大   | 中大   | 専大   | 東洋大 | 国士大 | 東海大 |
| 平成29年 | 秋       | 専大   | 中大   | 東洋大 | 日大   | 国士大 | 東海大 |
| 平成30年 | 春       | 中大   | 日大   | 東洋大 | 国士大 | 専大   | 東海大 |
| 平成30年 | 秋       | 日大   | 中大   | 東洋大 | 国士大 | 専大   | 東海大 |

### 平成21年度以降の入れ替え戦成績
| シーズン   | 1部・2部入れ替え戦 | 1部・2部入れ替え戦 | 2部・3部入れ替え戦 | 2部・3部入れ替え戦 | 3部・4部入れ替え戦 | 3部・4部入れ替え戦 | 4部・5部入れ替え戦 | 4部・5部入れ替え戦 | 5部・6部入れ替え戦 | 5部・6部入れ替え戦 |
| シーズン   | 1部最下位          | 2部優勝            | 2部最下位          | 3部優勝            | 3部最下位          | 4部優勝            | 4部最下位          | 5部優勝            | 5部最下位          | 6部優勝            |
| ---------- | ------------------ | ------------------ | ------------------ | ------------------ | ------------------ | ------------------ | ------------------ | ------------------ | ------------------ | ------------------ |
| 平成21年春 | 駒大●              | 東洋大○            | 城西大●            | 日体大○            | 千葉大●            | 國學大○            | 一橋大○            | 東工大●            | 理科大○            | 電通大●            |
| 平成21年秋 | 東洋大●            | 亜大○              | 駒大●              | 國學大○            | 成蹊大●            | 立正大○            | 学習大○            | 日獣大●            | 東工大○            | 首都大●            |
| 平成22年春 | 東海大○            | 國學大●            | 東農大●            | 駒大○              | 法大Ⅱ●             | 成蹊大○            | 学習大○            | 東薬大●            | 東工大○            | 首都大●            |
| 平成22年秋 | 亜大○              | 國學大●            | 日体大○            | 獨協大●            | 立正大○            | 法大Ⅱ●             | 明薬大●            | 上智大○            | 日獣大●            | 首都大○            |
| 平成23年春 | 亜大○              | 東洋大●            | 日体大○            | 筑波大●            | 東農大●            | 法大Ⅱ○             | 農工大○            | 理科大●            | 東工大●            | 電通大○            |
| 平成23年秋 | 亜大●              | 國學大○            | 帝京大●            | 獨協大○            | 成蹊大●            | 千葉大○            | 農工大○            | 健科大○            | 東薬大●            | 日獣大○            |
| 平成24年春 | 國學大○            | 亜大●              | 駒大○              | 城西大●            | 立正大●            | 一橋大○            | 東農大●            | 明薬大○            | 日獣大●            | 東工大○            |
| 平成24年秋 | ※1                 | ※1                 | 日体大●            | 筑波大○            | 一橋大○            | 農工大●            | 成蹊大●            | 首都大○            |                    |                    |
| 平成25年春 | 駒大●              | 東海大○            | 獨協大●            | 帝京大○            | 一橋大●            | 上智大○            | 首都大●            | 東農大○            |                    |                    |
| 平成25年秋 | 専大○              | 帝京大●            | 亜大○              | 法大Ⅱ●             | 城西大○            | 農工大●            | 一橋大●            | 理科大○            |                    |                    |
| 平成26年春 | 國學大○            | 駒大●              | 青学大○            | 獨協大●            | 上智大●            | 首都大○            | 立正大○            | 東薬大●            |                    |                    |
| 平成26年秋 | 國學大○            | 亜大●              | 駒大○              | 法大Ⅱ●             | 首都大●            | 理科大○            | 学習大●            | 東農大○            | 電通大●            | 一橋大○            |
| 平成27年春 | 國學大●            | 帝京大○            | 筑波大○            | 日体大●            | 千葉大●            | 上智大○            | 農工大●            | 成蹊大○            | 健科大●            | 一橋大○            |
| 平成27年秋 | 東海大○            | 青学大●            | 駒大●              | 法大Ⅱ○             | 理科大●            | 千葉大○            | 首都大○            | 一橋大●            | 学習大○            | 千商大●            |
| 平成28年春 | 帝京大●            | 東洋大○            | 國學大○            | 上智大●            | 城西大○            | 東農大●            | 理科大●            | 一橋大○            | 東薬大●            | 千経大○            |
| 平成28年秋 | ※2                 | ※2                 | 帝京大●            | 日体大○            | 上智大○            | 東農大●            | 立正大             | 千経大             | 東工大             | 健科大             |

※1　平成24年秋は1部所属の東海大学が出場停止処分となったため、2部優勝の駒澤大学が自動昇格した（東海大は翌春、2部最下位扱いで復帰）。

※2　平成28年秋は2部優勝校の法政大学Ⅱ部が第二体育会所属で一部昇格の権利がないため、1部最下位の専大が自動残留した。

## 加盟大学（2018年秋季リーグ戦）

### 1部リーグ
- 国士舘大学準硬式野球部
- 日本大学準硬式野球部
- 中央大学準硬式野球部
- 専修大学準硬式野球部
- 帝京大学準硬式野球部
- 東洋大学準硬式野球部

### 2部リーグ
- 青山学院大学準硬式野球部
- 法政大学第二体育会準硬式野球部
- 日本体育大学準硬式野球部
- 駒澤大学準硬式野球部
- 東海大学準硬式野球部
- 國學院大學準硬式野球部

### 3部リーグ
- 上智大学準硬式野球部
- 東京農業準硬式野球部
- 筑波大学準硬式野球部
- 獨協大学準硬式野球部
- 千葉大学準硬式野球部
- 城西大学準硬式野球部

### 4部リーグ
- 東京農業大学準硬式野球部
- 明治薬科大学準硬式野球部
- 首都大学東京準硬式野球部
- 立正大学準硬式野球部
- 成蹊大学準硬式野球部
- 一橋大学準硬式野球部

### 5部リーグ
- 東京理科大学準硬式野球部
- 学習院大学準硬式野球部
- 東京工業大学準硬式野球部
- 千葉商科大学準硬式野球部
- 東京農工大学準硬式野球部
- 千葉経済大学準硬式野球部

### 6部リーグ
- 東京薬科大学準硬式野球部
- 東京電機大学準硬式野球部
- 健康科学大学準硬式野球部
- 電気通信大学準硬式野球部
- 日本獣医生命科学大学準硬式野球部